# Andrea Parhamovich
Andrea Suzanne Parhamovich (16 de junio de 1978 - 17 de enero de 2007) fue una empleada del Instituto Nacional Demócrata que murió en Bagdad, Irak, cuando su convoy fue emboscado cuando regresaba de dar una clase sobre democracia.

## Carrera profesional
Parhamovich nació en Perry, Ohio, y se graduó de Marietta College. Siguió una carrera en comunicación política con la oficina del gobernador de Massachusetts y el Instituto Republicano Internacional en Irak antes de unirse al personal del IND en 2006.
Después de su muerte en Bagdad, fue el tema del libro I Lost My Love in Baghdad: A Modern War Story, escrito por su prometido, el reportero de Newsweek Michael Hastings.

## Conmemoración
La Asamblea General de Vermont aprobó una resolución que conmemora las acciones de Parhamovich en Irak. Magdy Martínez, directora ejecutiva del Fondo de las Naciones Unidas para la Democracia, honró el legado de Parhamovich en un mensaje de condolencia.
La Fundación Andi se estableció en su honor para financiar becas universitarias y acceder a oportunidades de pasantías en política y medios. La Fundación opera el Instituto de Liderazgo Andi, que brinda capacitación anual en liderazgo para mujeres en zonas de conflicto. 